# Mark Hughes
Leslie Mark Hughes, OBE (n. 1 noiembrie 1963, Wrexham, Țara Galilor, Regatul Unit), este un fost fotbalist galez și actual antrenor al clubului Stoke City.

## Palmares

### Club
Manchester United
- Premier League: 1992–93, 1993–94
- FA Cup: 1984–85, 1989–90, 1993–94
- Football League Cup: 1991–92
- FA Charity Shield: 1990 (împărțit), 1993, 1994
- Cupa Cupelor UEFA: 1990–91
- UEFA Super Cup: 1991

Chelsea
- FA Cup: 1996–97
- Football League Cup: 1997–98
- Cupa Cupelor UEFA: 1997–98

Blackburn Rovers
- Football League Cup: 2001–02
- Football League First Division

Locul 2: 2000–01

### Individual
- Indus în English Football Hall of Fame[2]

## Statistici carieră

### Club
Surse:
| Club              | Sezon         | Campionat      | Campionat | Campionat | Cupă    | Cupă   | Cupa Ligii | Cupa Ligii | Europa  | Europa | Altele[A] | Altele[A] | Total   | Total  |
| Club              | Sezon         | Divizia        | Meciuri   | Goluri    | Meciuri | Goluri | Meciuri    | Goluri     | Meciuri | Goluri | Meciuri   | Goluri    | Meciuri | Goluri |
| ----------------- | ------------- | -------------- | --------- | --------- | ------- | ------ | ---------- | ---------- | ------- | ------ | --------- | --------- | ------- | ------ |
| Manchester United | 1983–84       | First Division | 11        | 4         | 0       | 0      | 2          | 1          | 4       | 0      | 0         | 0         | 17      | 5      |
| Manchester United | 1984–85       | First Division | 38        | 16        | 7       | 3      | 2          | 3          | 8       | 2      | 0         | 0         | 55      | 24     |
| Manchester United | 1985–86       | First Division | 40        | 17        | 3       | 1      | 2          | 0          | 0       | 0      | 4         | 0         | 49      | 18     |
| Manchester United | Total         | Total          | 89        | 37        | 10      | 4      | 6          | 4          | 12      | 2      | 4         | 0         | 121     | 47     |
| Barcelona         | 1986–87       | La Liga        | 28        | 4         | 2       | 0      | —          | —          | 6       | 1      | 0         | 0         | 36      | 5      |
| Barcelona         | Total         | Total          | 28        | 4         | 2       | 0      | —          | —          | 6       | 1      | 0         | 0         | 36      | 5      |
| Bayern München    | 1987–88       | Bundesliga     | 18        | 6         | 3       | 1      | —          | —          | 2       | 0      | 0         | 0         | 23      | 7      |
| Bayern München    | Total         | Total          | 18        | 6         | 3       | 1      | —          | —          | 2       | 0      | 0         | 0         | 23      | 7      |
| Manchester United | 1988–89       | First Division | 38        | 14        | 7       | 2      | 3          | 0          | 0       | 0      | 3         | 0         | 51      | 16     |
| Manchester United | 1989–90       | First Division | 37        | 13        | 8       | 2      | 3          | 0          | 0       | 0      | 0         | 0         | 48      | 15     |
| Manchester United | 1990–91       | First Division | 31        | 10        | 3       | 2      | 9          | 6          | 8       | 3      | 1         | 0         | 52      | 21     |
| Manchester United | 1991–92       | First Division | 39        | 11        | 3       | 1      | 6          | 0          | 4       | 2      | 1         | 0         | 53      | 14     |
| Manchester United | 1992–93       | Premier League | 41        | 15        | 2       | 0      | 3          | 1          | 2       | 0      | 0         | 0         | 48      | 16     |
| Manchester United | 1993–94       | Premier League | 36        | 12        | 7       | 4      | 8          | 5          | 2       | 0      | 1         | 1         | 54      | 22     |
| Manchester United | 1994–95       | Premier League | 34        | 8         | 6       | 2      | 0          | 0          | 5       | 2      | 1         | 0         | 47      | 12     |
| Manchester United | Total         | Total          | 256       | 83        | 36      | 13     | 32         | 12         | 21      | 7      | 7         | 1         | 352     | 116    |
| Chelsea           | 1995–96       | Premier League | 31        | 8         | 6       | 4      | 2          | 0          | 0       | 0      | 0         | 0         | 39      | 12     |
| Chelsea           | 1996–97       | Premier League | 35        | 8         | 7       | 5      | 2          | 1          | 0       | 0      | 0         | 0         | 44      | 14     |
| Chelsea           | 1997–98       | Premier League | 29        | 9         | 1       | 0      | 6          | 2          | 3       | 1      | 1         | 1         | 40      | 13     |
| Chelsea           | Total         | Total          | 95        | 25        | 14      | 9      | 10         | 3          | 3       | 1      | 1         | 1         | 123     | 39     |
| Southampton       | 1998–99       | Premier League | 32        | 1         | 2       | 0      | 2          | 0          | 0       | 0      | 0         | 0         | 36      | 1      |
| Southampton       | 1999–2000     | Premier League | 20        | 1         | 2       | 0      | 3          | 0          | 0       | 0      | 0         | 0         | 25      | 1      |
| Southampton       | Total         | Total          | 52        | 2         | 4       | 0      | 5          | 0          | 0       | 0      | 0         | 0         | 61      | 2      |
| Everton           | 1999–2000     | Premier League | 9         | 1         | 0       | 0      | 0          | 0          | 0       | 0      | 0         | 0         | 9       | 1      |
| Everton           | 2000–01       | Premier League | 9         | 0         | 0       | 0      | 1          | 0          | 0       | 0      | 0         | 0         | 10      | 0      |
| Everton           | Total         | Total          | 18        | 1         | 0       | 0      | 1          | 0          | 0       | 0      | 0         | 0         | 19      | 1      |
| Blackburn Rovers  | 2000–01       | First Division | 29        | 5         | 5       | 0      | 0          | 0          | 0       | 0      | 0         | 0         | 34      | 5      |
| Blackburn Rovers  | 2001–02       | Premier League | 21        | 1         | 3       | 0      | 6          | 1          | 0       | 0      | 0         | 0         | 30      | 2      |
| Blackburn Rovers  | Total         | Total          | 50        | 6         | 8       | 0      | 6          | 1          | 0       | 0      | 0         | 0         | 64      | 7      |
| Total carieră     | Total carieră | Total carieră  | 606       | 164       | 77      | 27     | 60         | 20         | 44      | 11     | 12        | 2         | 799     | 224    |

A. ^ Coloana "Altele" include European Super Cup, FA Charity Shield, Mercantile Credit Centenary Trophy and Screen Sport Super Cup.

### Internațional
Sources:
| Țara Galilor | Țara Galilor | Țara Galilor |
| An           | Meciuri      | Goluri       |
| ------------ | ------------ | ------------ |
| 1984         | 5            | 3            |
| 1985         | 6            | 3            |
| 1986         | 1            | 0            |
| 1987         | 5            | 1            |
| 1988         | 5            | 1            |
| 1989         | 5            | 0            |
| 1990         | 4            | 1            |
| 1991         | 7            | 0            |
| 1992         | 8            | 1            |
| 1993         | 6            | 2            |
| 1994         | 3            | 0            |
| 1995         | 3            | 0            |
| 1996         | 5            | 4            |
| 1997         | 3            | 0            |
| 1998         | 3            | 0            |
| 1999         | 3            | 0            |
| Total        | 72           | 16           |

## Goluri internaționale
| Mark Hughes – goluri pentru Țara Galilor | Mark Hughes – goluri pentru Țara Galilor | Mark Hughes – goluri pentru Țara Galilor | Mark Hughes – goluri pentru Țara Galilor | Mark Hughes – goluri pentru Țara Galilor | Mark Hughes – goluri pentru Țara Galilor | Mark Hughes – goluri pentru Țara Galilor               |
| #                                        | Data                                     | Stadion                                  | Adversar                                 | Scor                                     | Rezultat                                 | Competiția                                             |
| ---------------------------------------- | ---------------------------------------- | ---------------------------------------- | ---------------------------------------- | ---------------------------------------- | ---------------------------------------- | ------------------------------------------------------ |
| 1                                        | 2 mai 1984                               | Racecourse Ground, Wrexham               | Anglia                                   | 1–0                                      | 1–0                                      | 1984 British Home Championship                         |
| 2                                        | 22 mai 1984                              | Vetch Field, Swansea                     | Irlanda de Nord                          | 1–0                                      | 1–1                                      | 1984 British Home Championship                         |
| 3                                        | 14 noiembrie 1984                        | Ninian Park, Cardiff                     | Islanda                                  | 2–1                                      | 2–1                                      | Calificările pentru Campionatul Mondial de Fotbal 1986 |
| 4                                        | 30 aprilie 1985                          | Racecourse Ground, Wrexham               | Spania                                   | 2–0                                      | 3–0                                      | Calificările pentru Campionatul Mondial de Fotbal 1986 |
| 5                                        | 5 iunie 1985                             | Brann Stadion, Bergen                    | Norvegia                                 | 2–4                                      | 2–4                                      | Meci amical                                            |
| 6                                        | 10 septembrie 1985                       | Ninian Park, Cardiff                     | Scoția                                   | 1–0                                      | 1–1                                      | Calificările pentru Campionatul Mondial de Fotbal 1986 |
| 7                                        | 9 septembrie 1987                        | Ninian Park, Cardiff                     | Danemarca                                | 1–0                                      | 1–0                                      | Preliminariile Campionatului European de Fotbal 1988   |
| 8                                        | 1 iunie 1988                             | Ta' Qali National Stadium, Valletta      | Malta                                    | 2–2                                      | 3–2                                      | Meci amical                                            |
| 9                                        | 17 octombrie 1990                        | Ninian Park, Cardiff                     | Belgia                                   | 3–1                                      | 3–1                                      | Preliminariile Campionatului European de Fotbal 1992   |
| 10                                       | 14 octombrie 1992                        | Tsirion Stadium, Limassol                | Cipru                                    | 1–0                                      | 1–0                                      | Calificările pentru Campionatul Mondial de Fotbal 1994 |
| 11                                       | 17 februarie 1993                        | Tolka Park, Dublin                       | Republica Irlanda                        | 1–0                                      | 1–2                                      | Meci amical                                            |
| 12                                       | 28 aprilie 1993                          | Bazaly, Ostrava                          | Cehoslovacia                             | 1–0                                      | 1–1                                      | Meci amical                                            |
| 13                                       | 2 iunie 1996                             | Stadio Olimpico, Serravalle              | San Marino                               | 2–0                                      | 5–0                                      | Calificările pentru Campionatul Mondial de Fotbal 1998 |
| 14                                       | 2 iunie 1996                             | Stadio Olimpico, Serravalle              | San Marino                               | 3–0                                      | 5–0                                      | Calificările pentru Campionatul Mondial de Fotbal 1998 |
| 15                                       | 31 august 1996                           | Millennium Stadium, Cardiff              | San Marino                               | 2–0                                      | 6–0                                      | Calificările pentru Campionatul Mondial de Fotbal 1998 |
| 16                                       | 31 august 1996                           | Millennium Stadium, Cardiff              | San Marino                               | 5–0                                      | 6–0                                      | Calificările pentru Campionatul Mondial de Fotbal 1998 |

## Antrenorat
La 11 mai 2014.
| Echipa              | Început            | Sfârșit           | Rezultate | Rezultate | Rezultate | Rezultate | Rezultate |
| Echipa              | Început            | Sfârșit           | G         | W         | D         | L         | Win %     |
| ------------------- | ------------------ | ----------------- | --------- | --------- | --------- | --------- | --------- |
| Țara Galilor        | septembrie 1999    | septembrie 2004   | 41        | 12        | 15        | 14        | 29,27     |
| Blackburn Rovers    | 15 septembrie 2004 | 3 iunie 2008      | 188       | 82        | 47        | 59        | 43,62     |
| Manchester City     | 4 iunie 2008       | 19 decembrie 2009 | 77        | 36        | 15        | 26        | 46,75     |
| Fulham              | 29 iulie 2010      | 2 iunie 2011      | 43        | 14        | 16        | 13        | 32,56     |
| Queens Park Rangers | 10 ianuarie 2012   | 23 noiembrie 2012 | 34        | 8         | 6         | 20        | 23,53     |
| Stoke City          | 30 mai 2013        | prezent           | 44        | 16        | 12        | 16        | 36,36     |
| Total               | Total              | Total             | 418       | 159       | 111       | 148       | 38,04     |